# Karin Tidbeck
Karin Margareta Steen Tidbeck (Estocolmo, 6 de abril de 1977) é uma escritora sueca de ficção científica e fantasia. Ela também é professora de redação criativa e tradutora. Ela mora em Malmö.

## Biografia
Karin Tidbeck estreia com a coleção de Vem är Arvid Pekon? em 2010, seguido pelo romance Amatka em 2012.
Sua coleção de contos Jagannath foi publicada em inglês em 2012, tendo sido recebida favoravelmente pela crítica. Gary K. Wolfe descreve Karin Tidbeck como “uma das vozes mais interessantes nas notícias de ficção científica desde Margo Lanagan”. Augusta Prima ganhou o Science Fiction & Fantasy Translation Awards em 2013.
A tradução para o inglês de Amatka foi publicada em 2017, a tradução para o francês em 2018. É uma distopia inspirada em 1984 e que retrata um mundo onde a linguagem tem o poder de criar o mundo. Acompanhamos Vanja, responsável por um estudo de mercado sobre as necessidades de produtos de higiene na Amatka, uma sociedade coletivista que vive no gelo.

## Trabalhos
- Vem är Arvid Pekon? ("Who is Arvid Pekon?"), Man Av Skugga, 2010, ISBN 978-9185253128. Em sueco.
- Amatka, Mix, 2012, ISBN 978-9186845346. Em sueco. Publicado em inglês em 2017.
- Jagannath, Cheeky Frawg, 2012, ISBN 978-0985790400. Em inglês.